# Петко Недков
Петко Симеонов Недков е български спелеолог, почетен член на Българската федерация по спелеология (БФСп).
Петко Недков е роден е през 1934 г. През 1958 г. става един от основателите на Студентския пещерен клуб „Академик“ от София, и на Комитета за пещерен туризъм. В периода от 1967 до 1974 г. е секретар на Републиканската комисия по пещерно дело и пещерен туризъм, а по-късно заместник председател на федерацията по спелеология.
През 1968 г. той и Константин Спасов извършват първото българско слизане в пещерата Снежна в Западните Татри (минус 640 м). През 1969 г. е ръководител 10-членна българска експедиция там. В началото на 80-те години на XX век ръководи успешни изследователски експедиции в Австрия. Недков е пионер, инициатор и организатор на Организацията за пещерно спасяване в България. От 1974 до 1989 г. е началник на Аварийно-спасителния отряд на Българската федерация по спелеология.
Началото на организираното пещерно спасяване в България е поставено на 31 октомври 1974 г. на специално учредително събрание в София, с негов главен инициатор Петко Недков.

### Авторски
- Недков, Петко. Ръководство по пещерно дело. Техника и тактика.   София, Медицина и физкултура, 1973. с. 146.
- Недков, Петко. АБВ на техниката на единичното въже.   София, Медицина и физкултура, 1983. с. 145.

### В съавторство
- Колектив. Българи в бездните на света.   София, Медицина и физкултура, 1986. с. 92.

### Редактор
- Марбак, Жорж; Бернард Турт. Техника на Алпийската спелеология. Пълно ръководство за безопасно и ефективно практикуване на спелеология.   София, Българска федерация по спелеология, 2006. с. 288. Архив на оригинала от 2023-12-03 в Wayback Machine.